# Goshu de Cellist
Goshu de Cellist (Japans: セロ弾きのゴーシュ Romaji: Sero hiki no Gōshu) is een kort verhaal behorende tot het genre fantasy van de Japanse schrijver Kenji Miyazawa. Het verhaal gaat over een jonge cellist die in een lokaal orkest speelt maar veel moeite heeft om in de maat te spelen en gevoel te geven aan zijn spel. De dirigent dreigt zijn geduld te verliezen omdat het gezelschap over tien dagen de 6e symfonie van Beethoven moet uitvoeren. Hij krijgt echter hulp en inspiratie van geantropomorfiseerde sprekende dieren. Het verhaal speelt zich af in een wereld die door Miyazawa zelf Ihatobu (Japans: イーハトーブ) wordt genoemd, een geïdealiseerde en geromantiseerde wereld. Het boek is vertaald in onder andere het: Engels, Italiaans en Spaans. Het verhaal is viermaal verfilmd, te weten in: 1949, 1953, 1963 en 1982. De verfilming uit 1982 is de beroemdste en de populairste. Het betreft een anime door Japans regisseur Isao Takahata, deze is internationaal bekend onder de Engelstalige titel: Gauche the Cellist.

## Verhaal
Het verhaal vindt plaats in het begin van de 20e eeuw, in het rurale Japan. Goshu is een ijverige maar middelmatige cellist in het Venusorkest (Japans: kinsei ongaku dan 金星音楽団), een kleinstadsorkest dat repteert voor de uitvoering van Beethovens Pastorale formeel bekend als de 6e symfonie dat het op korte termijn moet verzorgen. Tijdens de repetities gaat hij regelmatig in de fout waardoor de dirigent hem frequent berispt.
Gedurende vier nachten wordt Goshu elke nacht bezocht door een sprekend dier wanneer hij oefent. Deze dieren vragen hem om hulp, waarbij hij moet spelen op zijn cello, waardoor hij in korte tijd zijn vaardigheden verbetert. Hij wordt bezocht, in orde van verschijning, door een schildpadkat, een koekoek, een Japanse wasbeerhond en een muis.
De eerste nacht wordt Goshu bezocht door de schildpadkat die hem een tomaat geeft en hem vraagt om Schumanns Dromerij uit Kinderszenen te spelen. Goshu is echter geïrriteerd omdat de tomaat uit zijn eigen groentetuin komt en dus berispt hij de kat door Tijgerjacht in India (Japans: Indo no Tora Kari 印度の虎狩) te spelen. De kat schrikt hiervan en vlucht angstig weg.
De tweede nacht wordt Goshu bezocht door de koekoek die hem vraagt om toonladders te oefenen met Goshu's cellobegeleiding. Goshu speelt herhaaldelijk koekoek, koekoek, begeleid door het gezang van de vogel. Wanneer Goshu voelt dat de zang van de koekoek beter is dan zijn cellospel jaagt hij de vogel weg, waarbij het dier tegen het raam vliegt.
De derde nacht wordt Goshu bezocht door de Japanse wasbeerhond (in het boek ook wel een Tanuki genoemd) die hem vraagt om de pauk te oefenen met Goshu's cellobegeleiding. Terwijl Goshu De Vrolijke Meester van het Busstation, speelt slaat het dier met een mallet op Goshu's cello. De wasbeerhond wijst Goshu erop dat hij traag speelt terwijl hij probeert snel te spelen. De twee gaan zonder conflict ieder zijns weegs.
De vierde nacht wordt Goshu bezocht door de muis samen met haar zieke zoontje. Zij vraagt hem om haar zoontje te genezen. Wanneer Goshu haar vertelt dat hij geen dokter is, zegt zij dat zijn muziek al diverse dieren heeft genezen. Goshu stopt de kleine zieke muis in het klankgat van zijn cello en speelt vervolgens een rapsodie. Nadat Goshu is uitgespeeld is de kleine muis weer beter en kan weer rondlopen. De moedermuis huilt uit dankbaarheid waarna de muis en haar zoon samen vertrekken.
Het concert wordt een groot succes. Goshu speelt foutloos zijn partij. Na afloop van de voorstelling krijgt Gochu het verzoek om het encore te spelen. Omdat Gochu denkt dat hij wederom voor voor gek wordt gehouden speelt hij wederom Tijgerjacht in India. Na de laatste noot krijgt hij een staande ovatie. In de coulisse wordt hij gefeliciteerd door zijn medeorkestgenoten.
Eenmaal thuis opent hij het raam waar de koekoek tegenaan was gevlogen en heeft spijt van zijn daad. Doch de dieren en Goshu zijn tevreden en sereen.

## Verfilmingen
- In 1982 werd de roman verfilmd tot een anime door de Japanse filmmaatschappij Oh! Production (Japans: OH!プロダクション). Isao Takahata, oprichter van Studio Ghibli, heeft het scenario geschreven en tevens de film geregisseerd.[4] Uitvoerend producent was Kōichi Murata hij wilde eind jaren '70 al de film produceren omdat het een beroemd verhaal betreft behorende tot de Japanse folklore.[6] De stemacteur voor Goshu was Hideki Sasaki. De hoofdanimator, Shunji Saida, heeft cellolessen gevolgd zodat hij accuraat de vingerbewegingen kon animeren. De film duurt in totaal 63 minuten, er is 6 jaar aan gewerkt om de film te voltooien.[7] Deze wordt beschouwd als een van de betere verfilmingen van Miyazawa's werk.[8] In de film is Goshu een niet zo'n ervaren cellist. Echter in het boek van Miyazawa is Goshu een professioneel cellist die enkel nog wat aanpassingen aan zijn spel moet verrichten.[1] Deze film is in 2000 en in 2003 uitgegeven op dvd in Japan door Pioneer met Engelse ondertitels. In 2001 is in Frankrijk de film, samen met een nagesynchroniseerde versie uitgegeven op dvd door L.C.J.[1][6]
- Het verhaal is voorheen driemaal verfilmd, in 1949, 1953 en 1963.
  - De verfilming uit 1949 is geanimeerd, werd geregisseerd door Yoshitsugu Tanaka en geproduceerd door Ichirou Ono.[9][10]
  - De verfilming uit 1953 is geproduceerd met gebruikmaking van poppen, werd geregisseerd door Kenjiro Morinaja.[11]
  - De verfilming uit 1963 is geanimeerd, werd geregisseerd door Matsue Jinbo en geproduceerd door Matsasugu Hara.[12]

## Vertalingen
- vertaald in het Engels door John Bester, samen met diverse andere verhalen in Once and Forever, the Tales of Kenji Miyazawa gepubliceerd door de Japanse uitgeverij Kodansha in 1994, in zowel hardcover (ISBN 4770017804) als paperbackversie (ISBN 4770021844).
- vertaald in het Engels door Roger Pulvers en is uitgegeven in Japan door Labo Teaching Instruction Center (ISBN 978-4898110072).
- vertaald in het Vereenvoudigd Engels door Youko Matsuka en uitgegeven in Japan onder de titel Gorsch the Cellist door Matsuka Phonics Institute (ISBN 978-4896432213)
- vertaald in het Italiaans door Muramatsu Mariko, uitgegeven samen met andere werken, in Il violoncellista Goshu e altri scritti door La Vita Felice in 1987, (ISBN 8886314779).